# Amerikaans voetbalkampioenschap 1969
In 1969 werd het het tweede seizoen van de North American Soccer League gespeeld. Kansas City Spurs werd voor de eerste maal kampioen.

## North American Soccer League

### Wijzigingen
- Na het seizoen 1968 werden 12 van de 17 teams opgeheven. Hieronder de lijst.
  - Boston Beacons
  - Chicago Mustangs
  - Cleveland Stokers
  - Detroit Cougars
  - Houston Stars
  - Los Angeles Wolves
  - New York Generals
  - Oakland Clippers
  - San Diego Toros
  - Toronto Falcons
  - Vancouver Royals
  - Washington Whips

### Eindstand
| Plaats | Atlantic Division | Wed. | W  | G | V  | DV | DT | Ptn |
| ------ | ----------------- | ---- | -- | - | -- | -- | -- | --- |
| 1.     | Kansas City Spurs | 16   | 10 | 4 | 2  | 53 | 28 | 110 |
| 2.     | Atlanta Chiefs    | 16   | 11 | 3 | 2  | 46 | 20 | 109 |
| 3.     | Dallas Tornado    | 16   | 8  | 2 | 6  | 32 | 31 | 82  |
| 4.     | St. Louis Stars   | 16   | 3  | 2 | 11 | 24 | 47 | 47  |
| 5.     | Baltimore Bays    | 16   | 2  | 1 | 13 | 27 | 56 | 42  |

Notities
- De punten telling:
  - Overwinning: 6 punten
  - Gelijkspel: 3 punten
  - Verlies: 0 punten
  - Doelpunten voor (maximaal 3 ptn per wedstrijd): 1 punt

## Individuele prijzen
| Prijs                | Naam                | Team              |
| -------------------- | ------------------- | ----------------- |
| Most Valuable Player | Cirilo Fernandez    | Kansas City Spurs |
| Topscorer            | Kaizer Motaung (16) | Atlanta Chiefs    |
| Beste nieuwkomer     | Siegfried Stritzl   | Baltimore Bays    |